# Mota Icun (Ort)
Mota Icun (Motaikun) ist ein osttimoresischer Ort im Suco Motaulun (Verwaltungsamt Bazartete, Gemeinde Liquiçá).

## Geographie und Einrichtungen

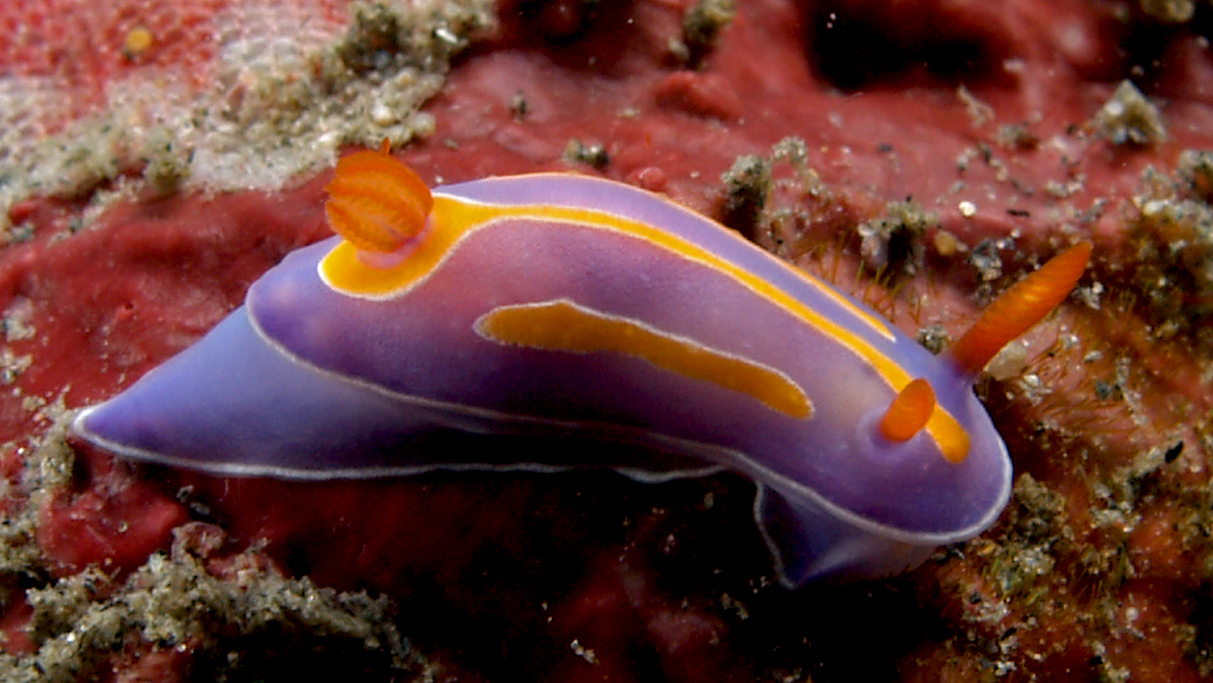
Mexichromis trilineata, eine Meeresschnecke in Sandy Bottom

Das Dorf Mota Icun liegt an der Küste der Aldeia Mota Icun im äußersten Norden, auf einer Meereshöhe von 5 m. Durch den Ort führt die nördliche Küstenstraße Timors. Östlich schließt sich der Ort Kaiteho an. Nach Westen führt die Straße nach Raucassa (Suco Lauhata).
Nahe dem nördlichsten Punkt der Küste von Motaulun befindet sich eine Anlegestelle für LPG-Schiffe. Westlich davon liegt der touristisch erschlossene Tauchplatz Sandy Bottom.